# Olympische Sommerspiele 2004/Rudern – Doppelvierer (Frauen)
Der Ruderwettbewerb im Doppelvierer der Frauen bei den Olympischen Spielen 2004 in Athen wurde vom 15. bis zum 22. August 2004 im Schinias Olympic Rowing and Canoeing Centre ausgetragen. 32 Athletinnen in 8 Booten traten an.
Die Ruderregatta, die über 2000 Meter ausgetragen wurde, begann mit zwei Vorläufen mit jeweils vier Mannschaften. Die jeweils siegreichen Boote zogen ins A-Finale ein, die restlichen starteten im Hoffnungslauf. Im Hoffnungslauf qualifizierten sich weitere vier Boote für das A-Finale, die restlichen beiden Boote gingen ins B-Finale zur Ermittlung der Plätze 7 und 8. Im A-Finale am 22. August kämpften die besten sechs Boote um olympische Medaillen.
Die jeweils qualifizierten Boote sind hellgrün unterlegt.
Die deutsche Mannschaft hat bei den letzten vier Olympischen Spielen den Titel gewonnen und damit bei allen bisherigen Austragungen dieses Wettbewerbes. Zusätzlich gewannen sie auch bei den meisten Weltmeisterschaften. Ausgerechnet bei der Weltmeisterschaft 2003, die die Generalprobe für die Spiele war, landeten sie aber hinter den Australierinnen und den Weißrussinnen, die durch die Einerfahrerin Kazjaryna Karsten verstärkt wurden, nur auf dem dritten Platz. Mit Meike Evers, Manuela Lutze und Kerstin Kowalski traten in Athen drei Frauen aus dem Doppelvierer von Sydney wieder an. Ergänzt wurde die Mannschaft von Kathrin Boron, die schon drei Mal Olympiasiegerin werden konnte. Dabei 1996 auch einmal im Doppelvierer und zuletzt in Sydney im Doppelzweier, wie schon 1992. In dieser Konstellation konnte die deutsche Mannschaft zu alter Stärke zurückfinden und sowohl den Vorlauf als auch das Finale souverän gewinnen. Den zweiten Vorlauf gewannen die Britinnen, die in Sydney Olympiazweite waren und sich auch dieses Mal im Finale die Silbermedaille sichern konnten. In einem spannenden Kampf um die Bronzemedaille überholten die Ukrainerinnen kurz vor dem Ziel die Australierinnen und gewannen die Bronzemedaille mit 38/100 Sekunden Vorsprung.
Bei der Analyse der Dopingkontrolle, die alle Medaillengewinnerinnen nach dem Wettbewerb machen müssen, wurde die Ukrainerin Olena Olefirenko positiv auf ein Stimulans getestet. Daraufhin wurden die Ukrainerinnen disqualifiziert und ihnen die Bronzemedaille aberkannt. Alle anderen Mannschaften rückten in der offiziellen Ergebnisliste einen Platz nach vorne und die Australierinnen bekamen nachträglich die Bronzemedaille zugesprochen.

## Titelträger
| Olympiasiegerinnen | Deutschland Besatzung: Manja Kowalski, Meike Evers, Manuela Lutze, Kerstin Kowalski | Sydney 2000  |
| Weltmeisterinnen   | Australien Besatzung: Jane Robinson, Dana Faletic, Kerry Hore, Amber Bradley        | Mailand 2003 |

## Vorläufe
Sonntag, 15. August 2004
- Qualifikationsnormen: Platz 1-3 -> Finale A, ab Platz 4 -> Hoffnungslauf

### Vorlauf 1
| Platz | Bahn | Nation         | Athletinnen                                   | Zeit (min) | Qualifikation |
| ----- | ---- | -------------- | --------------------------------------------- | ---------- | ------------- |
| 1     | 2    | Großbritannien | Mowbray, Flood, Houghton, Romero              | 6:15,60    | Finale A      |
| 2     | 3    | Russland       | Lewina, Merk, Sergejewa, Dorodnowa            | 6:17,72    | Hoffnungslauf |
| 3     | 1    | Belarus        | Brel, Narelik, Berasnjowa, Worona             | 6:20,72    | Hoffnungslauf |
| 4     | 4    | Ukraine        | Morosowa, Kolesnikowa, Olefirenko, Dementjewa | 6:21,24    | Hoffnungslauf |

### Vorlauf 2
| Platz | Bahn | Nation             | Athletinnen                                | Zeit (min) | Qualifikation |
| ----- | ---- | ------------------ | ------------------------------------------ | ---------- | ------------- |
| 1     | 3    | Deutschland        | Boron, Evers, Lutze, Kowalski              | 6:16,49    | Finale A      |
| 2     | 2    | Vereinigte Staaten | Guerette, Gehman, Salchow, Holbrook-Harris | 6:18,63    | Hoffnungslauf |
| 3     | 4    | Australien         | Faletic, Sattin, Hore, Bradley             | 6:23,46    | Hoffnungslauf |
| 4     | 1    | Dänemark           | Pedersen, Lauritzen, Rindom, Nielsen       | 6:28,16    | Hoffnungslauf |

## Hoffnungslauf
Mittwoch, 18. August 2004
- Qualifikationsnormen: Platz 1-4 -> Finale A, ab Platz 5 -> Finale B

| Platz | Bahn | Nation             | Athletinnen                                   | Zeit (min) | Qualifikation |
| ----- | ---- | ------------------ | --------------------------------------------- | ---------- | ------------- |
| 1     | 4    | Russland           | Lewina, Merk, Sergejewa, Dorodnowa            | 6:23,13    | Finale A      |
| 2     | 1    | Ukraine            | Morosowa, Kolesnikowa, Olefirenko, Dementjewa | 6:24,64    | Finale A      |
| 3     | 2    | Australien         | Faletic, Sattin, Hore, Bradley                | 6:24,67    | Finale A      |
| 4     | 3    | Vereinigte Staaten | Guerette, Gehman, Salchow, Holbrook-Harris    | 6:25,39    | Finale A      |
| 5     | 6    | Dänemark           | Pedersen, Lauritzen, Rindom, Nielsen          | 6:25,41    | Finale B      |
| 6     | 5    | Belarus            | Brel, Narelik, Berasnjowa, Worona             | 6:29,04    | Finale B      |

## Finale

### A-Finale
Sonntag, 22. August 2004, 9:30 Uhr MESZ

Anmerkung: zur Ermittlung der Plätze 1 bis 6
| Platz | Bahn | Nation             | Athletinnen                                   | Zeit (min)  |
| ----- | ---- | ------------------ | --------------------------------------------- | ----------- |
| 1     | 3    | Deutschland        | Boron, Evers, Lutze, Kowalski                 | 6:29,29     |
| 2     | 4    | Großbritannien     | Mowbray, Flood, Houghton, Romero              | 6:31,26     |
| 3     | 6    | Australien         | Faletic, Sattin, Hore, Bradley                | 6:34,73     |
| 4     | 5    | Russland           | Lewina, Merk, Sergejewa, Dorodnowa            | 6:36,49     |
| 5     | 1    | Vereinigte Staaten | Guerette, Gehman, Salchow, Holbrook-Harris    | 6:39,67     |
|       | 2    | Ukraine            | Morosowa, Kolesnikowa, Olefirenko, Dementjewa | 6:34,35 DSQ |

### B-Finale
Samstag, 21. August 2004, 11:40 Uhr MESZ

Anmerkung: zur Ermittlung der Plätze 7 und 8
| Platz | Bahn | Nation   | Athletinnen                          | Zeit (min) |
| ----- | ---- | -------- | ------------------------------------ | ---------- |
| 6     | 2    | Dänemark | Pedersen, Lauritzen, Rindom, Nielsen | 6:50,13    |
| 7     | 1    | Belarus  | Brel, Narelik, Berasnjowa, Worona    | 6:54,02    |